# Oscar Alem
Oscar Alem (Olavarría, 23 de noviembre de 1941- Buenos Aires, 26 de noviembre de 2017) fue un músico, pianista, contrabajista y compositor argentino. Falleció a consecuencia de una leucemia.

## Biografía
Nace en Olavarría en el año 1941. En 1960,Alem fue bajista del trío del pianista Enrique ''Mono'' Villegas y el baterista Osvaldo López.
También tocó en las orquestas de
- Marito Cosentino (clarinetista, director de orquesta y compositor, n. 1930),
- Astor Piazzolla,
- Horacio Salgán y
- Lalo Schifrin,

Después de una carrera en el jazz y el tango como bajista, se pasó al piano y al folclor argentino.
Compuso cuecas, tonadas, milongas, triunfos, zambas, chacareras y tangos 
- Hamlet Lima Quintana,
- Homero Manzi,
- Suma Paz y
- María Elena Walsh,

Musicalizó con ritmo de zamba el poema Antigua muchacha de Hamlet Lima Quintana, por el que en 1976 recibió el primer premio en el Festival Nacional de Folclor de Cosquín.
Fue director musical y compuso la música de la película Este loco... loco Buenos Aires (1973).
Sus composiciones han sido interpretadas por
- Domingo Cura,
- Julia Elena Dávalos,
- Hugo Díaz (1927-1977),
- Silvia Iriondo,
- Jairo,
- José Luis Merlín,
- Susana Moncayo,
- Kelo Palacios,
- Etienne Plasman,
- Mercedes Sosa,
- María Elena Walsh,
- Los Andariegos,
- Los Cantores de Quilla Huasi,
- Los Fronterizos,
- Grupo Vocal Argentino,
- Los Huanca Hua,
- Movimiento Araucaria y
- Nohemi.

Ha realizado recitales en 25 países, y en los teatros más importantes del mundo, como
- el teatro Colón (de Buenos Aires),
- el Carnegie Hall y el Ayuntamiento (de Nueva York),
- el Olympia (de París),
- el Concertgebouw (en Ámsterdam) y
- el Royal Albert Hall (de Londres).

Ha trabajado con numerosos músicos, como
- Joan Báez
- Raúl Barbosa
- Susana Blasco
- Chico Buarque
- Jorge Calandrelli
- Beth Carbalho
- Gal Costa
- Domingo Cura
- Marián y Chango Farías Gómez
- Clare Fischer
- Ramona Galarza
- Carlos García
- Chabuca Granda
- Les Luthiers
- Maysa Matarazzo
- Nati Mistral
- Milton Nascimento
- Luis Ordóñez
- Kelo Palacios
- Teresa Parodi
- Suma Paz
- Ariel Ramírez
- Jean-Pierre Rampal
- Susana Rinaldi
- Daniel Riolobos
- Horacio Salgán con Dante Amicarelli (dúo de pianos).
- Dino Saluzzi
- Miguel Simón
- Enrique ''Mono'' Villegas
- Roberto Yanés
- Julia Zenko
- Alfredo Zitarrosa

## Discografía
- Movimiento
- La pampa verde con Hamlet Lima Quintana
- Pianísssimo con Eduardo Lagos
- Oscar Alem por Oscar Alem
- Paisanos con Juan Falú
- Con aromas de mi tierra
- Por donde el viento canta con la voz de Horacio Berdini
- Así de simple con Emilio de la Peña
- Sinfonía de la llanura con Hamlet Lima Quintana
- El viento viene del sur con Graciela Susana
- Vientos pampeanos con el Quinteto Municipal de Vientos de Olavarría[5]

## Premios
- 1976: primer premio en el Festival Nacional de Folclor de Cosquín, por la zamba «Antigua muchacha» ―que pertenece a la suite La pampa verde, con poesía de Hamlet Lima Quintana―.[4]
- 1994: nominado a los premios ACE (instrumental) por el álbum Oscar Alem por Oscar Alem (de raíz pampeana)
- 1996: nominado a los premios ACE (instrumental) por el álbum Con aromas de mi tierra.
- 1996: homenajeado como uno de los Maestros del Alma, en el ciclo homónimo del Centro Cultural General San Martín (Buenos Aires).
- 1998: la Comisión Nacional de Bibliotecas Públicas (CONABIP), y el programa Raíces (Radio Nacional), lo incluyeron en la colección de álbumes Retratos sonoros.

Ha participado como jurado en varias oportunidades en los concursos de autores y compositores de Sadaic, el Festival Nacional de Folclore de Cosquín (Córdoba), y el Fondo Nacional de las Artes.